# Tareas domésticas para principiantes
Tareas domésticas para principiantes (en macedonio: Домаќинство за почетници) es una película dramática coproducida internacionalmente de 2023, dirigida, guionada y montada por Goran Stolevski. Está protagonizada por Anamaria Marinca, Alina Serban, Samson Selim, Mia Mustafi, Vladimir Tintor, Sara Klimoska, Rozafa Celaj y Ajse Useini.
Tuvo su estreno mundial en el Festival Internacional de Cine de Venecia de 2023. Se estrenó en Estados Unidos el 5 de abril de 2024.
Fue seleccionada como la candidata macedonia a la mejor película internacional en los Premios Óscar 2024.

## Sinopsis
Para salvar a su familia de Skopje, una mujer homosexual se ve obligada a criar a la hija de su pareja, que no quiere ser madre.

## Reparto
- Anamaría Marinca como Dita
- Alina Serban como Suada
- Samson Selim como Ali
- Vladimir Tintor como Toni
- Mía Mustafi como Vanesa
- Dżada Selim como Mia
- Sara Klimoska como Elena
- Rozafa Celaj como Flora
- Ajse Useini como Teuta

## Estreno
Tuvo su estreno mundial en la sección Orizzonti del 80º Festival Internacional de Cine de Venecia el 6 de septiembre de 2023. En agosto de 2023, antes del estreno del festival, Focus Features adquirió los derechos de distribución de la película. También fue invitada al 28º Festival Internacional de Cine de Busan en la sección 'World Cinema' y se proyectó el 5 de octubre de 2023. Fue estrenada en Estados Unidos el 5 de abril de 2024, después de estar programada previamente para su estreno el 26 de enero de 2024. Se estrenará en Australia el 9 de mayo de 2024 y Maslow Entertainment codistribuirá la película con Focus Features y Universal Pictures.